# Corey Stokes
Corey Stokes (24 de abril de 1988) é americano jogador profissional de basquete. Ele jogou basquete universitário no Villanova University e é conhecido por seu arremesso de três pontos.

## Escola
Stokes nasceu em Bayonne, Nova Jersey e estudou na Escola Preparatória St. Benedict em Newark, Nova Jersey. Durante as quatro temporadas que Stokes jogou com as "Abelhas Cinzas", ele foi companheiro de jogadores que hoje estão na NBA como: J. R. Smith (Cleveland Cavaliers) e Lance Thomas (New York Knicks) e também de outros que tiveram sucesso em universidades como: Eugene Harvey (Seton Hall), David Cubillan (Marquette) e Samardo Samuels (Louisville).

### Calouro
Como um calouro em 2003-04, Stokes teve média de 8.2 pontos, 4.3 rebotes, 3.1 assistências e dois roubos de bola por jogo em um time que terminou com o histórico de 29-2 e terminaram vice-campeões de um torneio estadual.

### Segundo Ano
Em 2004-05 no seu segundo ano, Stokes ajudou a levar o time ao título com uma média de 15.2 pontos por jogo, 8.2 rebotes, 3.5 assistências, e 2.3 roubos de bola. Ele foi nomeado como Melhor Segundanista do Ano e pro Melhor Segundo Time da competição pelo NJHoops.com

### Terceiro Ano
Em 2005-06 no seu terceiro ano, Stokes teve média de 13 pontos, 11 rebotes e 5 assistências e seu time terminou com o histórico de 30-2. As Abelhas Cinza foram campeões pelo segundo consecutivo do campeonato estadual. Ele foi eleito para o Primeiro Time pelo NJHoops.com.

### Quarto Ano
Em 2006-07 no seu quarto ano, Stokes teve médias de 35,0 pontos, 8,8 rebotes e 4.2 roubos de bola, o time teve um recorde de 24-1.

## Faculdade
Stokes em junho de 2006 fez um acordo verbal com o treinador Jay Wright para jogar na Villanova University. Ele citou o desejo de jogar ao lado de companheiros como Corey Fisher como uma de suas razões para ir para Villanova.

### Calouro
A transição de Stokes para a Faculdade começou lentamente em 2007-08 com ele tendo uma média de menos de 4 pontos por jogo nos primeiros 19 jogos. Em meados de fevereiro, no entanto, ele desempenhou um papel importante quando marcou duplos-duplos em sete dos últimos 12 jogos, incluindo um jogo de 20 pontos na segunda rodada do Torneio da NCAA. Ele foi nomeado como Calouro da Semana no dia 25 de fevereiro, depois de marcar 16 pontos na vitória sobre West Virginia.
Stokes terminou sua temporada de calouro com média de 18.3 minutos, 6,4 pontos, 2.4 rebotes, e 0,5 assistências por jogo.

### Segundo Ano
Em sua segunda temporada, Stokes teve média de 22,8 minutos, com 9,3 pontos, 3.4 rebotes e 1.0 assistências. Ele teve vários arremessos vitais para levar a sua equipa para o Final Four, onde perdeu para a Carolina do Norte.

### Terceiro Ano
Durante o terceiro ano de Stokes, ele teve uma média de 26 minutos, 9.5 pontos, 4.0 rebotes e 0,9 assistências.

### Quarto Ano
Em seu último ano, Stokes teve uma média de 14.9 pontos, 3.3 rebotes e 1,3 assistências. 
Ele não foi draftado no NBA draft de 2011 e passou por times da França, Espanha e Turquia.

## Carreira Profissional
Em setembro de 2011, Stokes assinou seu primeiro contrato profissional com o BBC Bayreuth da Alemanha para jogar a Liga Alemã de Basquetebol. Ele acabou deixando o clube em janeiro de 2012. 
Em Março de 2012, ele foi adquirido pelo Maine Red Claws que o dispensou uma semana mais tarde, devido a lesão.
Em janeiro de 2013, ele assinou com o LF Basket Norrbotten da Suécia. Mais tarde, naquele mês, ele foi dispensado devido a lesão, depois de apenas 2 jogos.
Em 31 de outubro de 2013, ele foi re-adquirido pelo Maine Red Claws. no Entanto, mais tarde ele foi dispensado em 17 de novembro.